# Lussagnet
Pour les articles homonymes, voir Lussagnet.
Lussagnet est une commune du Sud-Ouest de la France, située dans le département des Landes (région Nouvelle-Aquitaine).

## Géographie

### Localisation
Commune située au nord d'Aire-sur-Adour. C'est une commune limitrophe avec le département du Gers.

### Communes limitrophes
Les communes limitrophes sont Le Houga, Cazères-sur-l'Adour, Hontanx et Le Vignau.
|           | Hontanx             |                 |
| Le Vignau | Lussagnet           | Le Houga (Gers) |
|           | Cazères-sur-l'Adour |                 |

### Hydrographie
Le ruisseau de Gioulé, affluent droit de l'Adour, arrose les terres de la commune.

### Climat
Pour des articles plus généraux, voir Climat de la Nouvelle-Aquitaine et Climat des Landes.
Historiquement, la commune est exposée à un climat océanique aquitain.  
En 2020, Météo-France publie une typologie des climats de la France métropolitaine dans laquelle la commune est dans une zone de transition entre le climat océanique et le climat océanique altéré et est dans la région climatique  Aquitaine, Gascogne, caractérisée par une pluviométrie abondante au printemps, modérée en automne, un faible ensoleillement au printemps, un été chaud (19,5 °C), des vents faibles, des brouillards fréquents en automne et en hiver et des orages fréquents en été (15 à 20 jours).
Pour la période 1971-2000, la température annuelle moyenne est de 12,9 °C, avec une amplitude thermique annuelle de 15,1 °C. Le cumul annuel moyen de précipitations est de 1 009 mm, avec 11,2 jours de précipitations en janvier et 7,1 jours en juillet. Pour la période 1991-2020, la température moyenne annuelle observée sur la station météorologique la plus proche, située sur la commune du Houga à 4 km à vol d'oiseau, est de 13,8 °C et le cumul annuel moyen de précipitations est de 875,9 mm,. Pour l'avenir, les paramètres climatiques de la commune estimés pour 2050 selon différents scénarios d’émission de gaz à effet de serre sont consultables sur un site dédié publié par Météo-France en novembre 2022.

## Urbanisme

### Typologie
Au 1er janvier 2024, Lussagnet est catégorisée commune rurale à habitat très dispersé, selon la nouvelle grille communale de densité à sept niveaux définie par l'Insee en 2022.
Elle est située hors unité urbaine et hors attraction des villes,.

### Occupation des sols

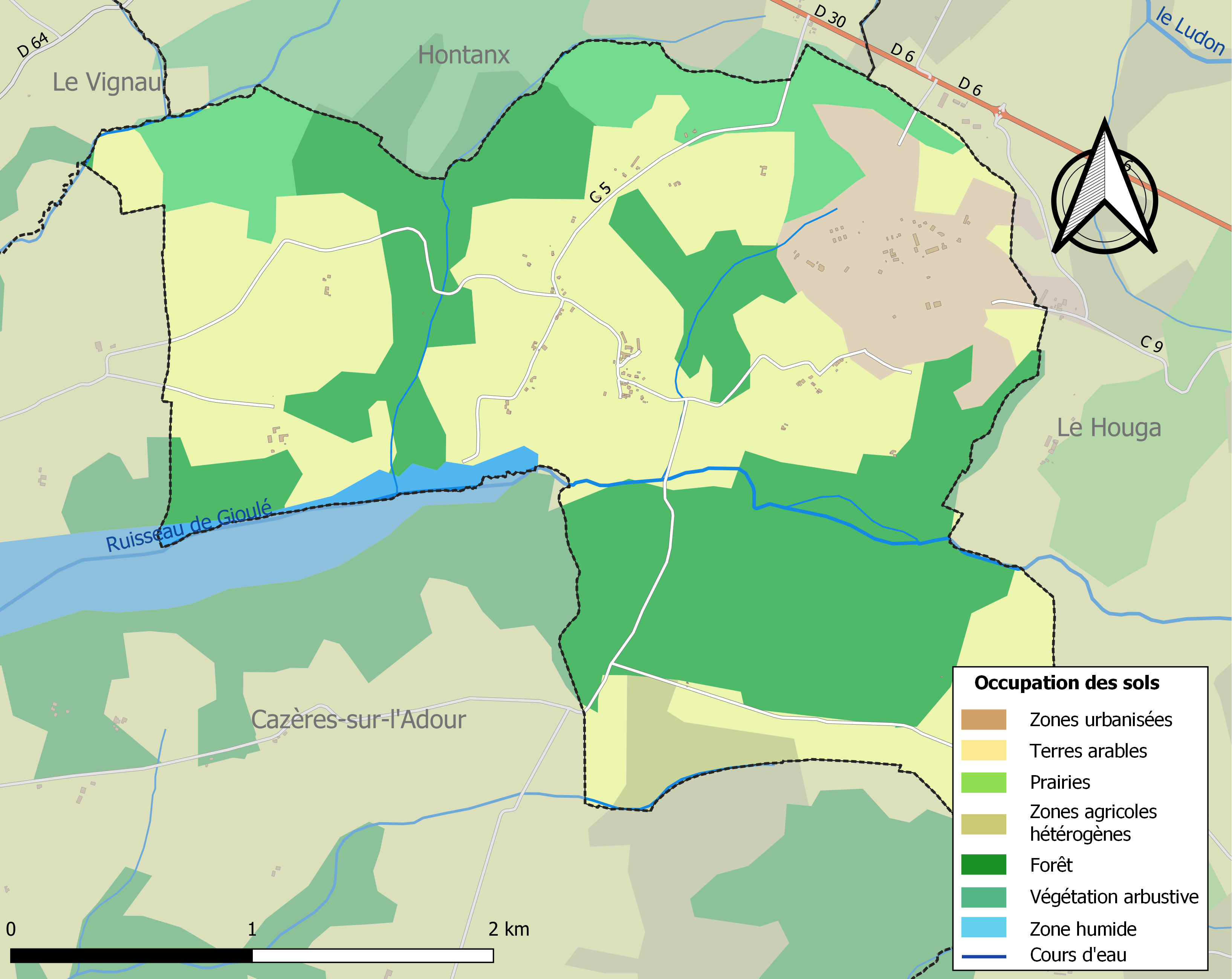
Carte des infrastructures et de l'occupation des sols de la commune en 2018 (CLC).

L'occupation des sols de la commune, telle qu'elle ressort de la base de données européenne d’occupation biophysique des sols Corine Land Cover (CLC), est marquée par l'importance des territoires agricoles (48 % en 2018), une proportion sensiblement équivalente à celle de 1990 (47,4 %). La répartition détaillée en 2018 est la suivante : terres arables (42,4 %), forêts (34,5 %), milieux à végétation arbustive et/ou herbacée (8,3 %), zones industrielles ou commerciales et réseaux de communication (8,2 %), prairies (3,3 %), zones agricoles hétérogènes (2,3 %), eaux continentales (1 %). L'évolution de l’occupation des sols de la commune et de ses infrastructures peut être observée sur les différentes représentations cartographiques du territoire : la carte de Cassini (XVIIIe siècle), la carte d'état-major (1820-1866) et les cartes ou photos aériennes de l'IGN pour la période actuelle (1950 à aujourd'hui).

### Risques majeurs
Le territoire de la commune de Lussagnet est vulnérable à différents aléas naturels : météorologiques (tempête, orage, neige, grand froid, canicule ou sécheresse), feux de forêts, mouvements de terrains et séisme (sismicité faible). Il est également exposé à deux risques technologiques,  le transport de matières dangereuses et  le risque industriel. Un site publié par le BRGM permet d'évaluer simplement et rapidement les risques d'un bien localisé soit par son adresse soit par le numéro de sa parcelle.

#### Risques naturels
Lussagnet est exposée au risque de feu de forêt. Depuis le 20 avril 2016, les départements de la Gironde, des Landes et de Lot-et-Garonne disposent d’un règlement interdépartemental de protection de la forêt contre les incendies. Ce règlement vise à mieux prévenir les incendies de forêt, à faciliter les interventions des services et à limiter les conséquences, que ce soit par le débroussaillement, la limitation de l’apport du feu ou la réglementation des activités en forêt. Il définit en particulier cinq niveaux de vigilance croissants auxquels sont associés différentes mesures,.
Les mouvements de terrains susceptibles de se produire sur la commune sont des tassements différentiels.

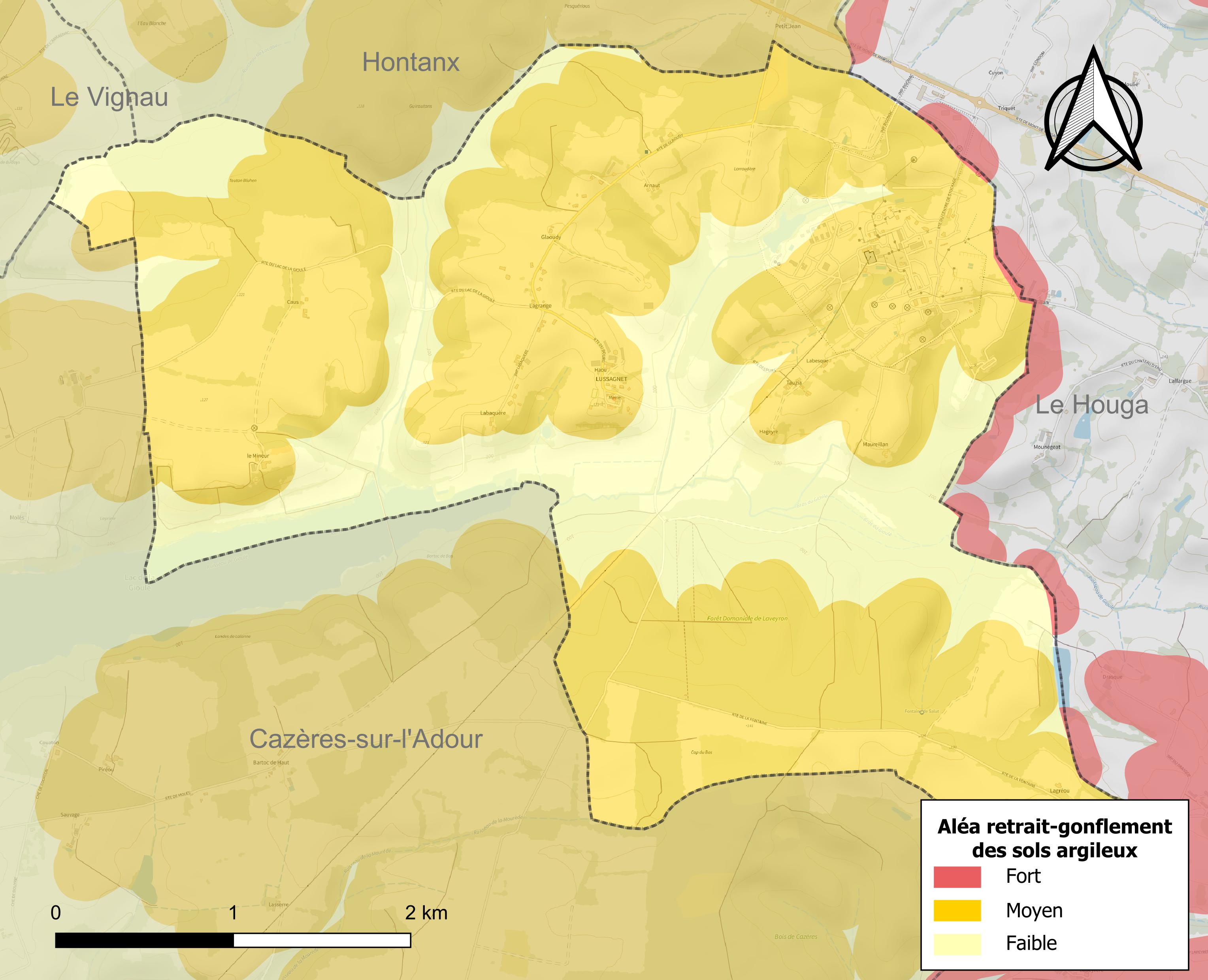
Carte des zones d'aléa retrait-gonflement des sols argileux de Lussagnet.

Le retrait-gonflement des sols argileux est susceptible d'engendrer des dommages importants aux bâtiments en cas d’alternance de périodes de sécheresse et de pluie. 70,3 % de la superficie communale est en aléa moyen ou fort (19,2 % au niveau départemental et 48,5 % au niveau national). Sur les 39 bâtiments dénombrés sur la commune en 2019,  39 sont en aléa moyen ou fort, soit 100 %, à comparer aux 17 % au niveau départemental et 54 % au niveau national. Une cartographie de l'exposition du territoire national au retrait gonflement des sols argileux est disponible sur le site du BRGM,.
La commune a été reconnue en état de catastrophe naturelle au titre des dommages causés par les inondations et coulées de boue survenues en 1999 et 2009, par la sécheresse en 1989 et par des mouvements de terrain en 1999.

#### Risques technologiques
La commune est exposée au risque industriel du fait de la présence sur son territoire d'une entreprise soumise à la directive européenne SEVESO, classée seuil haut : TEREGA - Centre de stockage (notamment pour le stockage de gaz inflammables liquéfiés de catégorie 1 et 2).
Le risque de transport de matières dangereuses sur la commune est lié à sa traversée par une ou des infrastructures routières ou ferroviaires importantes ou la présence d'une canalisation de transport d'hydrocarbures. Un accident se produisant sur de telles infrastructures est susceptible d’avoir des effets graves sur les biens, les personnes ou l'environnement, selon la nature du matériau transporté. Des dispositions d’urbanisme peuvent être préconisées en conséquence.

## Politique et administration
| Période                                  | Période  | Identité           | Étiquette | Qualité           |
| ---------------------------------------- | -------- | ------------------ | --------- | ----------------- |
| mars 2001                                | 2008     | Guy Passicousset   |           |                   |
| mars 2008                                | En cours | Jean-Claude Lafite | DVG       | Agent de sécurité |
| Les données manquantes sont à compléter. |          |                    |           |                   |

## Démographie
| 1793 | 1800 | 1806 | 1821 | 1831 | 1836 | 1841 | 1846 | 1851 |
| ---- | ---- | ---- | ---- | ---- | ---- | ---- | ---- | ---- |
| 203  | 170  | 156  | 180  | 193  | 195  | 174  | 182  | 181  |

| 1856 | 1861 | 1866 | 1872 | 1876 | 1881 | 1886 | 1891 | 1896 |
| ---- | ---- | ---- | ---- | ---- | ---- | ---- | ---- | ---- |
| 193  | 194  | 189  | 158  | 149  | 137  | 133  | 161  | 144  |

| 1901 | 1906 | 1911 | 1921 | 1926 | 1931 | 1936 | 1946 | 1954 |
| ---- | ---- | ---- | ---- | ---- | ---- | ---- | ---- | ---- |
| 156  | 146  | 124  | 124  | 119  | 101  | 107  | 102  | 89   |

| 1962 | 1968 | 1975 | 1982 | 1990 | 1999 | 2004 | 2006 | 2009 |
| ---- | ---- | ---- | ---- | ---- | ---- | ---- | ---- | ---- |
| 76   | 78   | 67   | 67   | 80   | 82   | 76   | 76   | 81   |

| 2014 | 2019 | 2022 | - | - | - | - | - | - |
| ---- | ---- | ---- | - | - | - | - | - | - |
| 78   | 75   | 77   | - | - | - | - | - | - |

## Économie

### Industrie
- Stockage souterrain de gaz naturel par la société TIGF.

## Culture locale et patrimoine

### Lieux et monuments
- Église Saint-Jean-Baptiste de Lussagnet et son retable du XVIIIe siècle.
- Fontaine du Salut, dite aussi fontaine Saint-Jean, qui possède la vertu de soulager les rhumatismes[27].
- Forêt domaniale de Laveyron[27].

### Héraldique
| Blason de Lussagnet | Blason  | Écartelé : au 1er d'azur à trois pommes de pin versées d'or, au 2e d'argent à un chêne au naturel chargé d'une couronne fermée d'or brochant sur le feuillage, au 3e d'argent à une grappe de raisin de pourpre pamprée au naturel, au 4e de gueules à un agneau pascal d'argent, la tête contournée, tenant une croix haute d'or à la bannière d'argent chargée d'une croisette de gueules. |
| Blason de Lussagnet | Détails | Le statut officiel du blason reste à déterminer. |